# Lijst van rijksmonumenten in Utrecht (stad)/Herenstraat
De stad Utrecht telt in totaal 1.402 inschrijvingen in het rijksmonumentenregister, de Herenstraat in het centrum telt 15 rijksmonumenten. Hieronder een overzicht.
| Object | Oorspronkelijke functie? | Bouwjaar                     | Architect | Locatie            | Coördinaten?                | Nr.?   | Afbeelding        |
| --- | ------------------------ | ---------------------------- | --------- | ------------------ | --------------------------- | ------ | ----------------- |
| Van ouds de Engelenzang | Werk-woonhuis            | tweede helft 19e eeuw        |           | Herenstraat 1      | 52° 5' 20" NB, 5° 7' 29" OL | 36124  | Meer afbeeldingen |
| Pand met gepleisterde lijstgevel, hoewel 19e-eeuwse indruk wekkend van oudere oorsprong                                                 | Werk-woonhuis            | 19e eeuw                     |           | Herenstraat 5      | 52° 5' 21" NB, 5° 7' 30" OL | 36125  | Meer afbeeldingen |
| Pand met gepleisterde lijstgevel hoewel 19e-eeuwse indruk wekkend van oudere oorsprong                                                  | Woonhuis                 | 19e eeuw                     |           | Herenstraat 7      | 52° 5' 21" NB, 5° 7' 30" OL | 36126  | Meer afbeeldingen |
| Middeleeuwse pand | Woonhuis                 | 18e en tweede helft 19e eeuw |           | Herenstraat 17     | 52° 5' 21" NB, 5° 7' 32" OL | 36127  | Meer afbeeldingen |
| Pand met statige gepleisterde lange gevel, 8 ramen breed, getande rechte kroonlijst met fraai ingangspoortje en gebeeldhouwde deur 1660 | Werk-woonhuis            | 1660                         |           | Herenstraat 25     | 52° 5' 22" NB, 5° 7' 34" OL | 36128  | Meer afbeeldingen |
| Pand met gepleisterde pilastergevel met rechte getande kroonlijst                                                                       | Woonhuis                 | 17e eeuw                     |           | Herenstraat 27     | 52° 5' 22" NB, 5° 7' 35" OL | 36129  | Meer afbeeldingen |
| Statig herenhuis met gemetselde rechte kroonlijst                                                                                       | Woonhuis                 | 17e eeuw                     |           | Herenstraat 28     | 52° 5' 22" NB, 5° 7' 33" OL | 36133  | Meer afbeeldingen |
| Poortje met geblokte versieringen en bovenlicht                                                                                         | Erfscheiding             | 1623                         |           | Herenstraat bij 29 | 52° 5' 23" NB, 5° 7' 35" OL | 36130  | Meer afbeeldingen |
| Pand met fraaie lijstgevel, vijf ramen breed                                                                                            | Woonhuis                 | eerste helft 17e eeuw        |           | Herenstraat 33     | 52° 5' 22" NB, 5° 7' 36" OL | 36131  | Meer afbeeldingen |
| Pand met gepleisterde lijstgevel, dat zijn monumentale waarde uitsluitend ontleent aan het voorhuis                                     | Woonhuis                 |                              |           | Herenstraat 34     | 52° 5' 23" NB, 5° 7' 34" OL | 36134  | Meer afbeeldingen |
| Pand met gepleisterde lijstgevel, in wezen 17e-eeuws doch door herstellingen 19e-eeuwse indruk wekkend                                  | Woonhuis                 | 17e/19e eeuw                 |           | Herenstraat 37     | 52° 5' 23" NB, 5° 7' 37" OL | 36132  | Meer afbeeldingen |
| Herenhuis | Woonhuis                 | 18e eeuw                     |           | Herenstraat 38     | 52° 5' 23" NB, 5° 7' 34" OL | 36135  | Meer afbeeldingen |
| Pand bestaande uit voorhuis van twee bouwlagen met lijstgevel met zadeldak evenwijdig aan de straat                                     | Woonhuis                 | 17e eeuw                     |           | Herenstraat 42     | 52° 5' 23" NB, 5° 7' 36" OL | 450368 | Meer afbeeldingen |
| Herenhuis met brede door rechte kroonlijst afgedekte gevel, hoog zadeldak                                                               | Woonhuis                 | 17e eeuw                     |           | Herenstraat 46     | 52° 5' 24" NB, 5° 7' 37" OL | 36136  | Meer afbeeldingen |
| Pand met brede rechte lijstgevel, bogen met natuurstenen blokken boven de vensters, stenen gemetselde gootlijst                         | Werk-woonhuis            | 17e eeuw                     |           | Herenstraat 48     | 52° 5' 24" NB, 5° 7' 37" OL | 36137  | Meer afbeeldingen |